# Игрунка Эмилии
Игрунка Эмилии (лат. Mico emiliae) — вид приматов семейства Игрунковые. Эндемик Бразилии.

## Таксономия
Ранее включался в состав рода Callithrix, в 2001 году был включён в состав рода Mico. Таксономическое положение со временем изменялось, в частности вид был описан в 1920 году как Hapale emiliae, рассматривался в качестве синонима Callithrix argentata, в 1993 году видовой статус был восстановлен.

## Описание
Длина тела от 20 до 22 см, хвост длиннее, до 34 см. Средний вес 313 грамм. Шерсть преимущественно серо-коричневая, более светлая на плечах, верхней половине туловища и передних конечностях. Хвост длинный, чёрный. Голова также чёрная.

## Распространение
Встречается на юге штата Пара, вероятно также распространён в прилегающих районах Мату-Гросу, ареал с севера ограничен рекой Ирири, с юга восточными притоками реки Телис-Пирис, с запада самой рекой Телис-Пирис.